# Vrede van Lodi

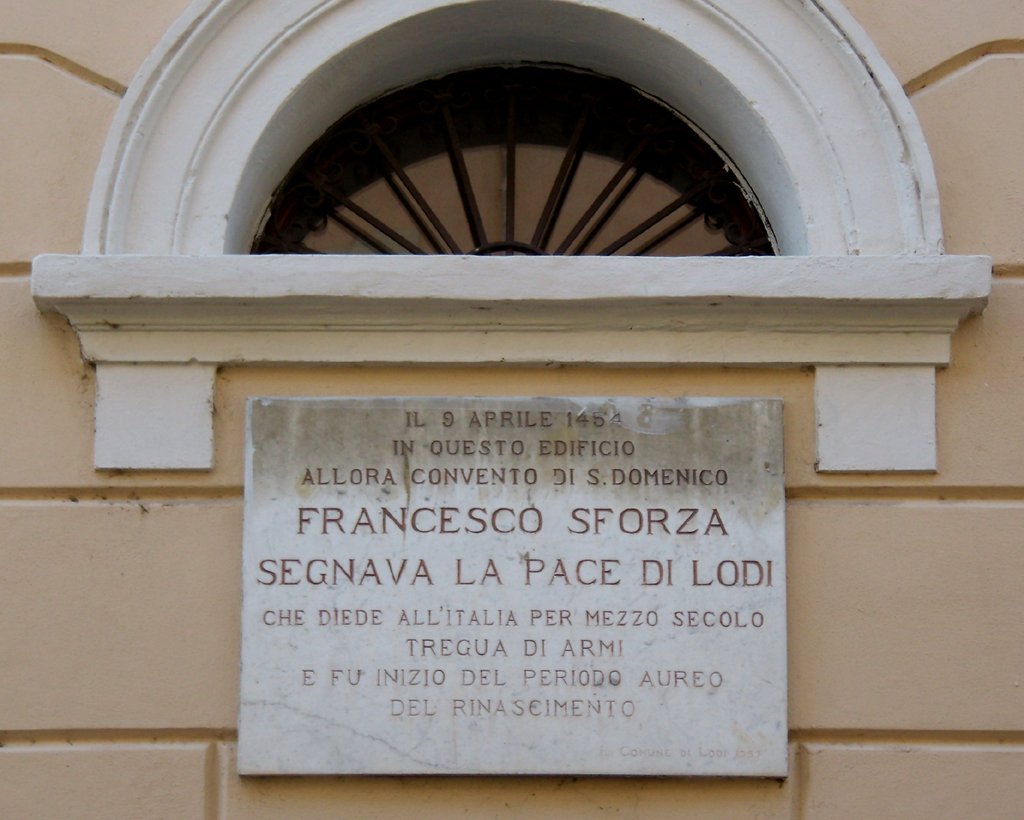
Het klooster van San Domenico waar de vrede werd getekend

De Vrede van Lodi, ook bekend als Verdrag van Lodi  was een vredesakkoord tussen Milaan, Napels en Florence. Het werd ondertekend op 9 april 1454 in Lodi in Lombardije, aan de oevers van de Adda. Het verdrag maakte een einde aan de lange strijd tussen Milaan (onder hertog Filippo Maria Visconti) en Venetië in de terraferma. De Venetiaanse overwinning aldaar in de slag bij Maclodio in 1427, waarbij Florence als bondgenoot meevocht, had immers geen duurzame vrede gebracht. 